# オレンジ郡 (カリフォルニア州)
オレンジ郡（Orange County）は、アメリカ合衆国カリフォルニア州南部の郡である。郡庁所在地はサンタアナ市である。人口は318万6989人（2020年）で、カリフォルニア州の郡で3番目に人口が多い。大統領府の行政管理予算局（OMB）は、オレンジ郡の “カリフォルニア州サンタアナ-アナハイム-アーバイン” を全米の都市圏の一つとして選定している。
ディズニーランドがあることで有名な観光地であり、南カリフォルニア海岸部に広がる世界的なハイテク研究地域「テックコースト」の中心地でもある。アナハイムにはメジャーリーグ球団のロサンゼルス・エンゼルスが本拠地にしているエンゼル・スタジアム・オブ・アナハイムがある。
郡の名称は柑橘類のオレンジから。また郡内にオレンジ市も存在する。

## 地理
アメリカ合衆国統計局によると、この郡は南部カリフォルニア州内で最小の郡である、総面積2,455 km2 (948 mi2) である。このうち2,045 km2 (789 mi2) が陸地で411 km2 (159 mi2) が水域である。総面積の16.73%が水域となっている。
オレンジ郡は、西側が太平洋、北側がロサンゼルス郡、北東側がサンバーナーディーノ郡、東側がリバーサイド郡、そして南側がサンディエゴ郡と接する。

## 人口動勢
2000年国勢調査で、この郡は人口2,846,289人、935,287世帯、及び667,794家族が暮らしている。人口密度は1,392/km2 (3,606/mi2) である。474/km2 (1,228/mi2) の平均的な密度に969,484軒の住居が建っている。
この郡の人種的構成は白人64.81%、アフリカン・アメリカン1.67%、先住民0.70%、アジア20.45%、太平洋諸島系0.31%、その他の人種14.80%、及び混血4.12%である。人口の51.26%がヒスパニックまたはラテン系である。アジア人が比較的多いのは中国系に非常に人気がある街だからである。2009年の金融危機以降、貯蓄志向の強い中国系は金融ダメージが小さいため、さらに積極的に価格の下がった不動産を購入し、O.C.に移り住んでいる。
この郡内の住民は27.0%が18歳未満の未成年、18歳以上24歳以下が9.4%、25歳以上44歳以下が33.2%、45歳以上64歳以下が20.6%、及び65歳以上が9.9%にわたっている。中央値年齢は33歳である。女性100人ごとに対して男性は99.0人である。18歳以上の女性100人ごとに対して男性は96.7人である。
この郡の世帯ごとの平均的な収入は58,820米ドルであり、家族ごとの平均的な収入は64,611米ドルである。男性は45,059米ドルに対して女性は34,026米ドルの平均的な収入がある。この郡の一人当たりの収入 (per capital income) は25,826米ドルである。人口の10.3%及び家族の7.0%は貧困線以下である。全人口のうち18歳未満の13.2%及び65歳以上の6.2%は貧困線以下の生活を送っている。

## 政治
金融工学を駆使した取引（デリバティブ）で大損失を出し1994年に財政破綻を起こしたことがある。

## 教育
オレンジ郡は以下のいくつかの単科及び総合大学の本拠地となっている：
- カリフォルニア大学アーバイン校；
- 南カリフォルニア大学；マーシャル School of Business、アーバイン・キャンパス
- カリフォルニア州立大学フラトン校；
- Chapman University；
- Vanguard University；
- Concordia University；
- アメリカ創価大学；

この郡の教育局 (department of education) は28もの公立学区を監督している。参照：w:List of school districts in Orange County, California

## 都市
- アナハイム
- サンタアナ（郡庁所在地）
- アーバイン
- ハンティントンビーチ
- ガーデングローブ
- オレンジ
- フラートン
- コスタメサ
- ミッションヴィエホ
- ウェストミンスター
- ニューポートビーチ
- ブエナパーク
- レイクフォレスト
- タスティン
- ヨーバリンダ
- サン・クレメンテ
- ラグーナニゲル
- ラ・アブラ
- ファウンテンヴァレー
- プラセンティア
- ランチョサンタマルガリータ
- アリソビエホ
- サイプレス
- ブレア
- スタントン
- サンフアン・カピストラノ
- デイナポイント
- ラグーナヒルズ（Laguna Hills）
- シールビーチ（Seal Beach）
- ラグナ・ビーチ
- ラグーナウッズ（Laguna Woods）
- ラ・パルマ（La Palma）
- ロス・アラミトス（Los Alamitos）
- ヴィラパーク（Villa Park）

隣接するロサンゼルス郡のロングビーチはオレンジ郡コミュニティーの一部とも重複するものとする場合もある。

## オレンジ郡ゆかりの人々
主要記事：Notable Orange County residents
- アマンダ・ビアード、オリンピック水泳選手
- ドレイク・ベル、俳優
- ジミー・ベネット、俳優
- ジェイムズ・P・ブレイロック、ファンタジー小説家
- ジャクソン・ブラウン、ポピュラー音楽家
- コービー・ブライアント、NBA選手
- サーシャ・コーエン、フィギュアスケーター
- ケビン・コスナー、俳優/監督
- ディック・デイル、音楽家
- サム・ダーノルド、アメリカンフットボール選手
- ザック・デ・ラ・ロッチャ、元レイジ・アゲインスト・ザ・マシーンのリードヴォーカル
- フィリップ・K・ディック、作家及び未来主義者
- レオ・フェンダー、ソリッドボディ・エレクトリックギター（テレキャスターやストラトキャスター）の発明者
- ウィル・フェレル、コメディアン
- ポール・フランク、洋服デザイナー
- アダム・ガダーン、アルカーイダのスポークスマン
- デクスター・ホーランド、音楽家
- ダイアン・キートン、俳優
- ディーン・R・クーンツ、ホラー作家
- ジェイソン・リー、プロスケートボーダー/俳優
- スティーヴ・マーティン、コメディアン
- マーク・マグワイア、野球選手
- リチャード・ニクソン、元アメリカ合衆国大統領
- ダニー・オズモンド、歌手/俳優
- ミシェル・ファイファー、女優
- デニス・ロッドマン、元バスケットボール選手
- ケリー・ラッセル、俳優
- グウェン・ステファニー、ノー・ダウトのリード・ボーカル
- エド・テンプルトン、プロスケートボーダー及びスケートボード・メーカー
- ピーター・ヴィドマー、体育専門家
- ジョン・ウェイン、俳優
- タイガー・ウッズ、プロゴルファー
- マイク・ポンペオ、アメリカ合衆国70代国務長官